# Bobolice
Bobolice (in tedesco Bublitz) è un comune urbano-rurale polacco del distretto di Koszalin, nel voivodato della Pomerania Occidentale.
Ricopre una superficie di 367,74 km² e nel 2005 contava 10 006 abitanti.